# John G. Rowland

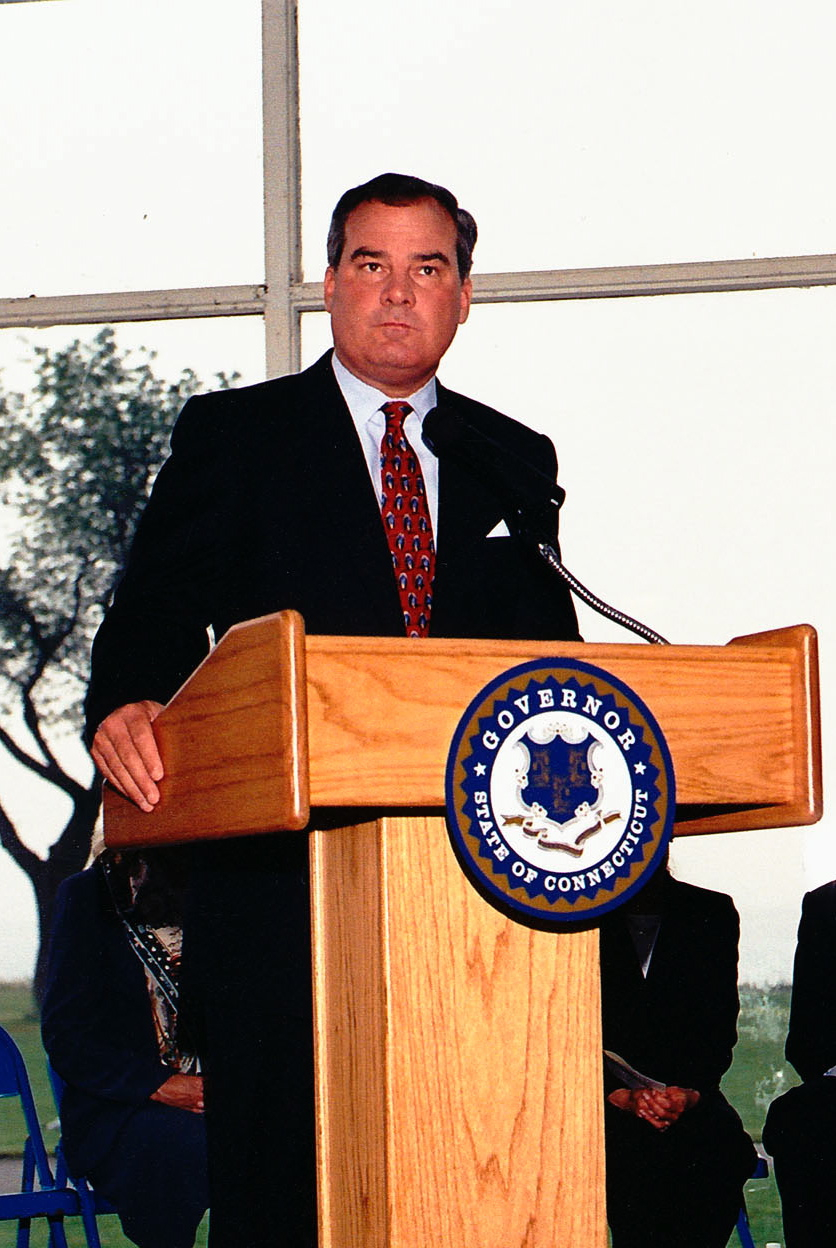
John G. Rowland

John Grosvenor Rowland, född 24 maj 1957 i Waterbury, Connecticut, var en amerikansk republikansk politiker som var guvernör i Connecticut 1995–2004. Han avgick 2004 när han var föremål för förundersökning för brott som han senare dömdes till fängelse för.

## Tidigt liv
Rowland föddes i Waterbury, Connecticut. Han studerade vid Villanova University i Pennsylvania och inledde tidigt en politisk karriär.

## Politisk karriär
Rowland är medlem av Republikanerna. Hans politiska karriär inleddes 1980 när han, vid 23 års ålder, valdes till Connecticuts representanthus. Han satt där till 1984, då han valdes till USA:s representanthus, dit han blev omvald 1986 och 1988.
Sedan han förlorat guvernörsvalet 1990 mot Lowell P. Weicker, Jr., arbetade han som konsult för United Technologies Corporation. Han valdes till guvernör i nästa val, 1994, och blev den yngste guvernören i Connecticuts historia. Senare besegrade han två demokratiska motståndare, tidigare ledamoten av USA:s representanthus Barbara B. Kennelly 1998 med 63 % mot 35 % och Bill Curry 2002 med 56 % mot 44 %.
Rowland var den förste republikan som valts om till guvernör i Connecticut på ett halvt sekel. Han var den förste som valdes till en tredje mandatperiod sedan mandatperioderna för guvernörer förlängdes från två till fyra år från valet 1950. (Tidigare hade flera valts till en tredje mandatperiod, men mandatperioden var ettårig till 1876 och därefter tvåårig.)  Hans övervikt i röster över Kennelly 1998 var en av de största i historien för någon politiker i Connecticut.
Rowland avgick som guvernör den 1 juli 2004. Hans viceguvernör M. Jodi Rell blev guvernör för återstoden av mandatperioden.
Rowland är den ende guvernören i Connecticut som har stått risken att hamna inför riksrätt och den ende som har suttit i fängelse. Han satt tio månader i federalt fängelse till den 10 februari 2006, följt av fyra månader med elektronisk fotboja i sitt hem i West Hartford, Connecticut.

## Framgångar som guvernör
Under de år Rowland var guvernör, hade delstaten rekordstora budgetöverskott. Samtidigt ökade de offentliga utgifterna bara något. För första gången i delstatens historia fick medborgare tillbaka skattepengar 1998 och återigen 1999. Han följde den regel om högsta möjliga delstatliga utgifter som väljarna hade röstat fram som ett tillägg till Connecticuts grundlag 1992.
Delstaten investerade över $2 miljarder i University of Connecticut och dessutom investerades pengar i andra högskolor.
Över 1 840 kvadratkilometer mark fick status som reservat. Rowland ledde också insatser för att göra rent i Long Island Sound.
År 1998 införde Rowland HUSKY-planen (Healthcare for UninSured Kids and Youth) för att ge sjukförsäkring till oförsäkrade barn i Connecticut och budgeten för Department of Children and Families mer än fördubblades.
Rowland förde en hård politik mot våldsbrott och antalet personer i fängelse blev så stort att några skickades till fängelser i Virginia för att Connecticuts fängelser var överbelagda. Kritiker som ledamoten av Connecticuts representanthus Michael Lawlor ville att de som begått brott utan våld skulle släppas snabbare. Sedan Rowland avgått fick fångarna i Virginia återvända och fler fångar blev villkorligt frigivna. Denna mjukare linje fick kritik sedan två mord begåtts i Cheshire 2007 av två "icke våldsbenägna" villkorligt frigivna fångar.
Innan brottsmisstankarna mot honom, sågs Rowland som en stigande stjärna i Republikanska partiet och nämndes som framtida president- eller vicepresidentkandidat.

## Efter politiken
År 2006 hade han fortfarande stora skulder till det federala skatteverket och skulder för obetalda böter. Han hade skrivit en bok om sitt fall som politiker med titeln Falling Into Grace, som han sökte en utgivare till.
Rowland diskuterade sitt liv efter politiken i en artikel i Washington Post den 17 juni 2007. Han berättade om sina föreläsningar och vad som ledde till hans fall som politiker, och uttryckte besvikelse över hur hans efterträdare M. Jodi Rell hade distanserat sig från honom. Rell ville inte kritisera Rowland för dessa uttalanden.
I januari 2008 fick Rowland jobb för staden Waterbury, Connecticut, som rådgivare för ekonomisk utveckling i staden.
Trots att Rowland som aktiv politiker var en ganska konservativ republikan, rapporterade tidningen Hartford Courant i september 2008 att Rowland var en av de som bidrog med mest insamlade medel till den demokratiske kongressmannen Chris Murphy